# Fanny Rinne
Fanny Rinne (Mannheim, Baden-Wurtemberg, 15 de abril de 1980) es una exjugadora alemana de hockey sobre césped.

## Trayectoria
Rinne tuvo su debut olímpico en Sidney 2000. En Atenas 2004 obtuvo la primera medalla de oro de su selección, al vencer a Países Bajos en la final. También disputó los Juegos Olímpicos de Pekín 2008 y Londres 2012.